# FHL1
FHL1 (англ. Four and a half LIM domains 1) – білок, який кодується однойменним геном, розташованим у людей на X-хромосомі. Довжина поліпептидного ланцюга білка становить 323 амінокислот, а молекулярна маса — 36 263.
| 10         |  | 20         |  | 30         |  | 40         |  | 50         |
| ---------- |  | ---------- |  | ---------- |  | ---------- |  | ---------- |
| MAEKFDCHYC |  | RDPLQGKKYV |  | QKDGHHCCLK |  | CFDKFCANTC |  | VECRKPIGAD |
| SKEVHYKNRF |  | WHDTCFRCAK |  | CLHPLANETF |  | VAKDNKILCN |  | KCTTREDSPK |
| CKGCFKAIVA |  | GDQNVEYKGT |  | VWHKDCFTCS |  | NCKQVIGTGS |  | FFPKGEDFYC |
| VTCHETKFAK |  | HCVKCNKAIT |  | SGGITYQDQP |  | WHADCFVCVT |  | CSKKLAGQRF |
| TAVEDQYYCV |  | DCYKNFVAKK |  | CAGCKNPITG |  | KRTVSRVSHP |  | VSKARKPPVC |
| HGKRLPLTLF |  | PSANLRGRHP |  | GGERTCPSWV |  | VVLYRKNRSL |  | AAPRGPGLVK |
| APVWWPMKDN |  | PGTTTASTAK |  | NAP        |  |            |  |            |

A: Аланін

C: Цистеїн

D: Аспарагінова кислота

E: Глутамінова кислота

F: Фенілаланін

G: Гліцин

H: Гістидин

I: Ізолейцин

K: Лізин

L: Лейцин

M: Метіонін

N: Аспарагін

P: Пролін

Q: Глутамін

R: Аргінін

S: Серин

T: Треонін

V: Валін

W: Триптофан

Кодований геном білок за функцією належить до білків розвитку. 
Задіяний у таких біологічних процесах, як диференціація клітин, ацетилювання, альтернативний сплайсинг. 
Білок має сайт для зв'язування з іонами металів, іоном цинку. 
Локалізований у цитоплазмі, ядрі.